# Itálie na Letních olympijských hrách 1996
Itálii na Letních olympijských hrách v roce 1996 reprezentovala výprava 340 sportovců (236 mužů a 104 žen) v 27 sportech.

## Medailisté
| Medaile | Jméno | Sport                | Soutěž                                   |
| ------- | --- | -------------------- | ---------------------------------------- |
| Zlato   | Antonio Rossi | Kanoistika           | Muži K1 500 metrů                        |
| Zlato   | Antonio Rossi Daniele Scarpa | Kanoistika           | Muži K2 1000 metrů                       |
| Zlato   | Andrea Collinelli | Cyklistika           | Muži 4 000 m stíhací závod (jednotlivci) |
| Zlato   | Silvio Martinello | Cyklistika           | Muži bodovací závod                      |
| Zlato   | Antonella Bellutti | Cyklistika           | Ženy stíhací závod (jednotlivkyně)       |
| Zlato   | Paola Pezzo | Cyklistika           | Ženy cross-country                       |
| Zlato   | Alessandro Puccini | Šerm                 | Muži fleret                              |
| Zlato   | Maurizio Randazzo Sandro Cuomo Angelo Mazzoni | Šerm                 | Družstvo mužů kord                       |
| Zlato   | Giovanna Trilliniová Francesca Bortolozziová Valentina Vezzaliová | Šerm                 | Družstvo žen fleret                      |
| Zlato   | Yuri Chechi | Sportovní gymnastika | Muži kruhy                               |
| Zlato   | Agostino Abbagnale Davide Tizzano | Veslování            | Muži dvojskif                            |
| Zlato   | Roberto Di Donna | Sportovní střelba    | Muži 10 metrů vzduchová pistole          |
| Zlato   | Ennio Falco | Sportovní střelba    | Muži skeet                               |
| Stříbro | Fiona Mayová | Atletika             | Ženy skok daleký                         |
| Stříbro | Elisabetta Perroneová | Atletika             | Ženy chůze na 10 km                      |
| Stříbro | Beniamino Bonomi | Kanoistika           | Muži K1 1000 metrů                       |
| Stříbro | Beniamino Bonomi Daniele Scarpa | Kanoistika           | Muži K2 500 metrů                        |
| Stříbro | Imelda Chiappa | Cyklistika           | Ženy silniční závod jednotlivců          |
| Stříbro | Margherita Zalaffi Laura Chiesaová Elisa Ugaová | Šerm                 | Družstvo žen kord                        |
| Stříbro | Valentina Vezzaliová | Šerm                 | Ženy fleret                              |
| Stříbro | Girolamo Giovinazzo | Judo                 | Muži do 60 kg                            |
| Stříbro | Albano Pera | Sportovní střelba    | Muži double trap                         |
| Stříbro | Andrea Sartoretti Paolo Tofoli Andrea Zorzi Pasquale Gravina Marco Meoni Samuele Papi Luca Cantagalli Andrea Gardini Andrea Giani Lorenzo Bernardi Vigor Bovolenta Marco Bracci                                                  | Volejbal             | Turnaj mužů                              |
| Bronz   | Michele Frangilli Matteo Bisiani Andrea Parenti | Lukostřelba          | Družstvo mužů                            |
| Bronz   | Alessandro Lambruschini | Atletika             | Muži 3000 metrů steeplechase             |
| Bronz   | Roberta Brunetová | Atletika             | Ženy běh na 5000 metrů                   |
| Bronz   | Josefa Idemová | Kanoistika           | Ženy K1 500 metrů                        |
| Bronz   | Raffaello Caserta Luigi Tarantino Tonhi Terenzi | Šerm                 | Družstvo mužů šavle                      |
| Bronz   | Giovanna Trilliniová | Šerm                 | Ženy fleret                              |
| Bronz   | Ylenia Scapinová | Judo                 | Ženy do 72 kg                            |
| Bronz   | Roberto Di Donna | Sportovní střelba    | Muži 50 metrů libovolná pistole          |
| Bronz   | Andrea Benelli | Sportovní střelba    | Muži skeet                               |
| Bronz   | Emanuele Merisi | Plavání              | Muži 200 m znak                          |
| Bronz   | Leonardo Sottani Carlo Silipo Luca Giustolisi Amedeo Pomilio Francesco Postiglione Roberto Calcaterra Marco Gerini Alberto Ghibellini Alessandro Bovo Alessandro Calcaterra Alberto Angelini Francesco Attolico Fabio Bencivenga | Vodní pólo           | Turnaj mužů                              |
| Bronz   | Alessandra Sensiniová | Jachting             | Ženy třída Mistral                       |